# 张梅庭
张梅庭（？—1938年12月12日），浙江温岭城南镇黄湾村人，中国工农红军早期将领。

## 生平
早年曾当和尚。1932年秋，赵裕平和程小林抵达坞根，再次打出“红2师”的旗号，召集了150多名红军战士归队。应保寿召集了一批红军战士到坞根与赵、程会合，并重建指挥部，由赵裕平出任总指挥（程小林、应保寿任副总指挥），童一鸣、张梅庭、洪法三分别任第1、第2、第3中队中队长。他率部参加攻打茶头保卫团。
但之后国军开始对当地红军部分交战。1933年10月，国军温岭县县长唐椴献联合玉环水警队，由陈作梅率领，进剿洋屿岛的赵裕平和应保寿部。红军成功在洋屿岛的关帝庙突围后，张梅庭率部在附近继续坚持。1938年1月，升任浙江省保安处温岭保警独立大队大队长的陈作梅率领保警队80余人，前往张梅庭部驻扎的横床岛，被张梅庭伏击身亡。之后国军联合玉环、乐清两县政府追击张梅庭。12月12日，张梅庭从黄湾出发去沙头，经过沙头岭，与县警察队相遇，张梅庭等六人全部阵亡。